# Atimonan
Atimonan è una municipalità di seconda classe delle Filippine, situata nella Provincia di Quezon, nella regione di Calabarzon.
Atimonan è formata da 42 baranggay:
- Angeles
- Balubad
- Balugohin
- Barangay Zone 1 (Pob.)
- Barangay Zone 2 (Pob.)
- Barangay Zone 3 (Pob.)
- Barangay Zone 4 (Pob.)
- Buhangin
- Caridad Ibaba
- Caridad Ilaya
- Habingan
- Inaclagan
- Inalig
- Kilait
- Kulawit
- Lakip
- Lubi
- Lumutan
- Magsaysay
- Malinao Ibaba
- Malinao Ilaya

- Malusak
- Manggalayan Bundok
- Manggalayan Labak
- Matanag
- Montes Balaon
- Montes Kallagan
- Ponon
- Rizal
- San Andres Bundok
- San Andres Labak
- San Isidro
- San Jose Balatok
- San Rafael
- Santa Catalina
- Sapaan
- Sokol
- Tagbakin
- Talaba
- Tinandog
- Villa Ibaba
- Villa Ilaya